# Pälsblommossa
Pälsblommossa (Schistidium bryhnii) är en bladmossart som beskrevs av Ingebrigt Severin Hagen. Pälsblommossa ingår i släktet blommossor, och familjen Grimmiaceae. Arten har ej påträffats i Sverige.